# 武州原谷站

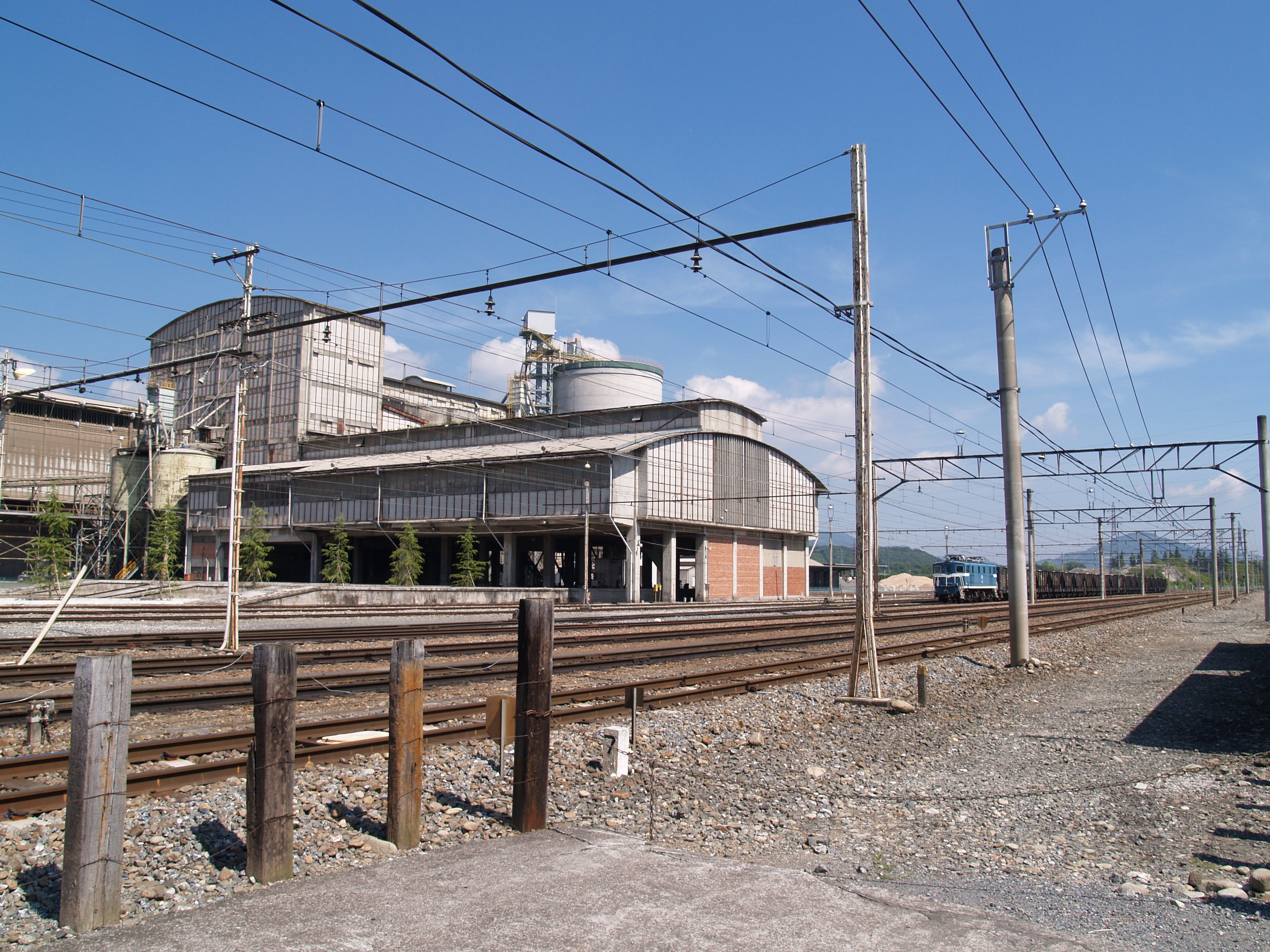
在路軌拍攝（2010年6月）

武州原谷站（日语：／ Bushū-Haraya eki */?）是位於埼玉縣秩父市大野原，秩父鐵道的秩父本線貨運車站。曾經此站的貨運業務非常繁忙，經常進行貨物編解作業，在私鐵中數一數二高貨物起卸量的車站，也是秩父鐵道象徴車站。

## 概要
秩父太平洋水泥（太平洋水泥集團）秩父工場位於車站東邊。此貨運車站是地面車站，設有專用線連接該工場。
在群馬縣多野郡神流町中的葉山礦山設有總長度為23公里傳動帶，運送石灰石至此站，再裝載在貨車中。然後，貨運列車會經由三尻線行駛至三尻站（太平洋水泥熊谷工場）。站內設有調車專用的2架柴油機車（D203、D304）。在滿載石灰石的貨物列車前往出發線之際，曾經需要行經於大野原站一方，斜度達千分之10的坡段，當時便需要輔助機車D304型柴油機車協助。
曾經水泥會運送至隅田川站等關東各地，但在2006年（平成18年）3月18日時間表修正後取消這些班次。

## 歷史
- 1956年（昭和31年）2月5日 - 車站啟用。與秩父水泥第二工場（現時：秩父太平洋水泥秩父工場）開始運作是同一時期。

## 車站周邊
- 秩父太平洋水泥秩父工場
- 荒川

## 1985年當時的常備貨車
- 由秩父水泥擁有
  - TaKi1900形（日语：国鉄タキ1900形貨車）（水泥專用）45輛
  - HoKi3100形（日语：国鉄ホキ3100形貨車）（水泥專用）37輛
  - HoKi5700形（日语：国鉄ホキ5700形貨車）（水泥專用）265輛
  - HoKi10000形（日语：国鉄ホキ10000形貨車）（石灰専用）250輛
  - TeKi200形（日语：国鉄テキ200形貨車）（袋裝水泥專用）20輛

參考

## 使用狀況
| 年度 | 發送貨物（公噸） | 到達貨物（公噸） |
| ---- | ---------------- | ---------------- |
| 1962 | 568,964          | 173,626          |
| 1963 | 550,723          | 924,57           |
| 1966 | 7109,55          | 143,252          |
| 1973 | 920,274          | 319,521          |
| 1979 | 1,343,327        | 290,954          |
| 1983 | 889,340          | 96,056           |
| 1989 | 875,868          | 87,554           |
| 1994 | 1,506,518        | 73,497           |
| 1999 | 1,652,107        | 145,874          |
| 2009 | 962,160          | 6,120            |

參考

## 相鄰車站
秩父鐵道
秩父本線
和銅黑谷－武州原谷－大野原

## 注腳
1. ↑  「昭和60年版私有貨車番号表」《Twilight Xone MANUAL13》Neko出版，2004年
2. ↑  埼玉県統計年鑑各年度版

## 外部連結
- 秩父太平洋水泥葉山礦山 （页面存档备份，存于）（日語）